# Jóhanna María Sigmundsdóttir
Jóhanna María Sigmundsdóttir (auch Hanna María, * 28. Juni 1991 in Reykjavík) ist eine isländische Politikerin der Fortschrittspartei.
Jóhanna María absolvierte ein agrarwissenschaftliches Studium an der landwirtschaftlichen Fachhochschule von Hvanneyri und war als Landwirtin in den Westfjorden tätig. Von 2012 bis 2013 war sie Vorstandsmitglied des Jungbauernvereins in Vesturland und in den Westfjorden sowie (Vorsitzende seit 2013) des nationalen Jungbauernverbands. Von 2013 bis 2014 war Jóhanna María stellvertretende Vorsitzende des Verbands junger Mitglieder der Fortschrittspartei.
Seit der isländischen Parlamentswahl vom 27. April 2013 war Jóhanna María Abgeordnete des isländischen Parlaments Althing für den Nordwestlichen Wahlkreis und damit die jüngste Person, die jemals ins Althing gewählt wurde. Mit ihrem Alter von 21 Jahren zum Zeitpunkt der Wahl schlug sie den bisherigen Rekord von Gunnar Thoroddsen, der 79 Jahre vor ihr im Alter von 23 Jahren ins Parlament gewählt worden war.
Jóhanna María Sigmundsdóttir war Mitglied im Parlamentsausschuss für Rechtsangelegenheiten und Erziehung und gehörte der isländischen Delegation im Nordischen Rat an. Zur Parlamentswahl in Island 2016 ist sie nicht angetreten.